# Ray (Arizona)
Ray é uma cidade fantasma do condado de Pinal, no Arizona, Estados Unidos.
A cidade, pela qual passa a ferrovia Copper Basin, tem uma grande mina de cobre.
A cidade de Kearny foi planejada e fundada pela Kennecott Mining Company em 1958, para acomodar as populações de Ray, Barcelona e Sonora,  que seriam atingidas pelas escavações da mina. A transferência para Kearny começou naquele mesmo ano. 